# Drowning
«Drowning» (en español: «Ahogamiento») es una canción interpretada por la boy band estadounidense Backstreet Boys, incluida en su álbum recopilatorio The Hits - Chapter One (2001), publicado como el único sencillo de dicho álbum bajo el sello discográfico Jive Records el 3 de septiembre de 2001. La canción fue grabada inicialmente para el álbum Black & Blue (2000), pero no había más espacio en la lista de canciones para ello. Fue lanzado en iTunes el 14 de enero de 2008. Aparece Kevin Scott Richardson en el piano. Este fue su último lanzamiento antes de un descanso de tres años desde 2001 hasta 2005. La canción llegó al número 28 en Estados Unidos el 17 de noviembre de 2001. La canción también le fue moderadamente bien en las listas internacionales, llegando al número 3 en Suecia y número 5 en Noruega. La canción también le fue excepcionalmente bien en TRL, y el vídeo fue retirado el 26 de febrero de 2002. 
Partes de la canción, por ejemplo, la introducción del piano y el coro, son similar a "Långsamt farväl" lanzado por el artista Mauro Scocco en 1997. Andreas Carlsson, coescritor de "Drowning", cantó en los coros de la versión de Lisa Nilsson de "Långsamt farväl" lanzada en 2003.

## Posicionamiento
| Lista (2001/2002)                   | Posición máxima |
| ----------------------------------- | --------------- |
| Australian Singles Chart            | 49              |
| Austrian Singles Chart              | 9               |
| Belgian (Flanders) Singles Chart    | 20              |
| Belgian Tip Singles Chart (Walonia) | 4               |
| Canadian Singles Chart              | 11              |
| Danish Singles Chart                | 4               |
| Dutch Singles Chart                 | 13              |
| Finnish Singles Chart               | 10              |
| German Singles Chart                | 11              |
| Irish Singles Chart                 | 10              |
| Italian Singles Chart               | 10              |
| New Zealand Singles Chart           | 27              |
| Norwegian Singles Chart             | 5               |
| Romanian Singles Chart              | 9               |
| Salvadoran Singles Chart            | 2               |
| Swedish Singles Chart               | 3               |
| Swiss Singles Chart                 | 13              |
| UK Singles Chart                    | 4               |
| U.S. Billboard Hot 100              | 28              |

## Discos del sencillo
CD Promocional

1. «Drowning»

2. «Drowning» [Radio Edit]

Europa Parte 1 

1. «Drowning»

2. «Back To Your Heart»

3. «Shape Of My Heart» [Video musical]

Europa Parte 2

1. «Drowning» [Radio Edit]

2. «Everybody (Backstreet's Back)» [Sharp London Vocal Mix]

3. «I Want It That Way» [Morales Club Version]

Inglaterra - Edición Limitada

1. «Drowning» [Radio Edit]

2. «Drowning» [Dezrok Radio Mix]

3. «Drowning» [Rizzo & Harris Radio Mix]

4. «Drowning» [Video musical]

## Vídeo musical

### Versión oficial
El vídeo musical oficial fue dirigido por Paul Boyd. Aparecen los cinco miembros de la banda alrededor de algunos monumentos y un edificio antiguo que se asemeja a una iglesia. 
El vídeo es notable por su frecuencia utilizada en la técnica contre-jour, que coloca al sujeto directamente en contra de la fuente de luz, dando así un esquema claro, oscuro de la figura. En el vídeo, los miembros son vistos como figuras oscuras bailando y cantando sobre un fondo hermoso. Fue filmado en Los Ángeles en agosto de 2001.

### Versión "Wet"
Antes que el vídeo final fuera producido, un concepto diferente estaba en producción. El concepto fue finalmente abandonado y el vídeo oficial fue producido en su lugar. Una de las escenas preliminares de este vídeo fue filtrado al público. Este vídeo fue hecho en julio de 2001, luego cancelada y reemplazada al final del mes. 
Aparece la banda vestida de negro, que puede ser vista en la fotografía de la portada del sencillo. El vídeo fue grabado utilizando una pantalla verde para colocar a la banda en un salar árido. El sol inicialmente brilla, pero nubes oscuras rápidamente llenan el cielo en el primer estribillo, y comienza a llover en el segundo verso. Una avalancha de agua llena el área y la tormenta sigue empeorando. En el cambio de clave, y al final de la canción, la banda es golpeada por grandes olas. A través del vídeo simplemente cantan en una profundidad de agua. 
"Drowning" apareció en la versión estadounidense de Now That's What I Call Music! 9, que fue lanzado el 19 de marzo de 2002 y la canción es la número 15.